# Atya limnetes
Atya limnetes е вид десетоного от семейство Atyidae.

## Разпространение и местообитание
Този вид е разпространен в Колумбия.
Обитава сладководни басейни и реки.